# Kazimierz Siemienowicz
Kazimier Siemienowicz (en latin : Casimirus Siemienowicz ; en lituanien : Kazimieras Simonavičius ; en biélorusse : Казімір Семяновіч), né à Raseiniai dans le grand-duché de Lituanie, République des Deux Nations, c. 1600 - c. 1651, est un ingénieur militaire lituanien.

## Biographie
Noble lituanien, il étudia à l'université de Vilnius et plus tard aux Pays-Bas. Spécialisé dans l'artillerie, il est un pionnier de la science des fusées. Il est l'une des premières personnes décrivant une fusée à plusieurs étages. Vers 1650, il décrit la construction de fusées avec des stabilisateurs delta.
Dans le même ouvrage d'artillerie, il propose l'emploi de projectiles enduits de bave de chiens enragés et autres substances venimeuses pour corrompre l'atmosphère et empoisonner l'ennemi.

## Travaux
- Artis Magnae Artilleriae pars prima, Amsterdam (1650)